# Diari de Terrassa
El Diari de Terrassa es un periódico español, de ámbito comarcal, editado en la localidad catalana de Tarrasa. Fundado originalmente como el Diario de Tarrasa, desde 1997 mantiene el nombre actual.

## Historia
En 1939 la delegación comarcal de FET y de las JONS en Tarrasa fundó una publicación, Tarrasa, de carácter informativo y ámbito comarcal. Para ello se emplearon las infraestructuras del antiguo diario catalanista El Día. En 1953 la publicación fue renombrada como Tarrasa Información. El periódico, que en realidad sólo se publicaba cuatro veces a la semana, alargó su existencia hasta 1977, cuando fue privatizada. Adquirida por Julián Sanz Soria, antiguo gerente, volvió a salir a la calle el 23 de abril de 1977 como Diario de Tarrasa. En 1997 cambiaría su título a Diari de Terrassa —que en la actualidad mantiente—, si bien se edita mayormente en castellano.
En la actualidad publica cinco ediciones cada semana, de martes a sábado.

## Directores
- Javier Puy (1977-1983)
- Pasqual Llongueras (1983-1985)
- Jaume Boixadós (1985-1989)
- Anna Muñoz (1989-2013)
- Pedro Millán Reyes (2013-Actualidad)